# SNAC
Social Networks and Archival Context (SNAC) es un proyecto en línea para descubrir, localizar y utilizar registros históricos distribuidos en relación con personas, familias y organizaciones individuales.

## Historia
El SNAC se creó en 2010, con financiación del Fondo Nacional para las Humanidades (NEH) de los Archivos Nacionales y Administración de Documentos (NARA), la Biblioteca Digital de California (CDL), el Instituto de Tecnología Avanzada en Humanidades (IATH) en la Universidad de Virginia y la Escuela de Información de la Universidad de California en Berkeley. La Fundación Andrew W. Mellon financió la segunda fase del proyecto entre 2012 y 2014.
Una de las herramientas del proyecto es una función de gráfico radial que ayuda a identificar una red social de las conexiones de un sujeto con individuos históricos relacionados. El SNAC se utiliza junto con otros archivos digitales para conectar registros históricos relacionados.
El SNAC es un proyecto de investigación digital que se enfoca en la obtención de datos de registros de varios archivos, bibliotecas y museos, por lo que la historia biográfica de los individuos, la ascendencia o las instituciones se incorporan en un único archivo en lugar de que los datos estén repartidos en diferentes asociaciones, lo que disminuye la tarea de buscar en varias organizaciones de memoria para localizar el conocimiento que se busca.
El Instituto de Tecnología Avanzada en Humanidades (IATH) de la Universidad de Virginia; la Escuela de Información de la Universidad de California en Berkeley (SI / UCB) y la Biblioteca Digital de California (CDL) de la Universidad de California son las tres organizaciones principales responsables de procesar los diferentes elementos del proyecto. El IATH lleva a cabo el proyecto y también recopila datos de las fuentes de las instituciones participantes, compila las descripciones de los registros a partir de los catálogos en MARC y EAD, y las convierte en archivos EAC-CPF. La Escuela de Información (SI / UCB) gestiona el proceso de identificación y emparejamiento de registros EAC-CPF similares para crear un archivo unificado en el que se puedan realizar búsquedas. La CDL utiliza el Extensible Text Framework (XTF) que conecta las diferentes fuentes que componen un único archivo EAC-CPF con sus recursos primarios.
El hecho de que diversas organizaciones, como la Biblioteca del Congreso de Estados Unidos, el Instituto Smithsoniano y la British Library, aporten datos al proyecto, permite al equipo del SNAC recopilar una cantidad considerable de información disponible sobre un tema.
Con el financiamiento del Fondo Nacional para las Humanidades se inició la primera mitad del proyecto, lo que permitió a los desarrolladores del SNAC explorar la extracción de datos del creador de archivos y desarrollar un modelo del sistema de descripción de registros. La recopilación de los contenidos que se encuentran en el creador del registro, contribuye a ampliar los conocimientos disponibles sobre la historia biográfica de la entidad.
Con el progreso realizado en la etapa inicial, la planificación de la segunda mitad del proyecto se centró en la incorporación de más colaboradores para seguir construyendo un disímil de información. Para ayudar al equipo del SNAC en la segunda parte del proyecto, se recibió financiación de la Institución de Servicios de Museos y Bibliotecas de los Estados Unidos, mientras que las iniciativas globales fueron gestionadas por la Administración Nacional de Archivos y Registros de los Estados Unidos (NARA).

## Recopilación de datos
En 2010 se introdujo el EAC-órganos corporativos, personas y familias (EAC-CPF). El nuevo esquema permitió que cada descripción viviera independientemente del creador del registro con el que estaba asociada. Con el lanzamiento de EAC-CPF, el campo archivístico disponía de un estándar universal que les permitía utilizar los registros de autoridad de archivos de forma diferente.
Mediante el uso de algunas prácticas de archivo, las descripciones del creador están aisladas del propio archivo. Permitiendo la recopilación de información y la creación de conexiones entre diversas entidades. Ayudando a aumentar el acceso a conocimientos adicionales. A continuación se presentan los elementos racionales integrados que se utilizan para crear relaciones.
Control de autoridades: permite localizar información relacionada con un tema con una ortografía múltiple o alternativa asociada con su nombre a través de varias aplicaciones.
Recursos biográficos / históricos: detalla todos los eventos, fechas y lugares asociados con el creador del archivo.
Control de autoridad cooperativo: permite a las bibliotecas conservar, compartir y distribuir información de autoridad con otras bibliotecas.
Descripciones flexibles: incorpora una lista de múltiples instituciones asociadas a una colección que conecta al creador del registro con ella.
Acceso integrado al patrimonio cultural: los registros de autoridad actúan como carpeta unificadora de todas las descripciones vinculadas al tema. Los registros de autoridad ayudan a disminuir el problema de intentar conservar y conectar cada estándar de descripción de la institución con una familia, asociación o individuo.
Contexto social / histórico : los conocimientos profesionales y sociales vinculados al tema ayudan a conectar con otras personas, familias e instituciones creando un resumen integrado de las mismas.
Dentro de un creador de registros hay archivos EAC-CPF para localizarlos y recuperarlos, el equipo del SNAC utiliza las ayudas de búsqueda de la Descripción Archivística Codificada (EAD) y los catálogos bibliográficos del catálogo legible por máquina (MARC) para reunir los datos biográficos / históricos. Una vez colocada la información, se crea un registro de autoridad archivística con los conocimientos de EAC-CPF.
Una vez que se extrae el registro EAC-CPF, los datos se comparan con otros archivos similares y se emparejan. Para garantizar que la información sea compactable, el equipo del SNAC utiliza el Fichero de Autoridades Virtual Internacional (VIAF), la Union List of Artist Names (ULAN) y el Archivo de autoridad de nombres de la Biblioteca del Congreso (LCNAF) para establecer coincidencias entre los registros de autoridades.
Para vincular los conocimiento encontrados en un archivo con otro similar, se utilizan nombres, fechas y otros aspectos de identificación para establecer una comparación con otros registros relacionados. También se incluyen en el fichero de entidades los enlaces a la procedencia de los datos
Puesto que las instituciones nacionales e internacionales aportan datos de origen, aumenta la cantidad de información vinculada a una entidad y la relaciona con otros temas relevantes. Las contribuciones de varias organizaciones, ayuda a los investigadores, bibliotecarios, archiveros, académicos y no académicos a localizar una serie de datos disponibles sobre asociaciones, individuos y familias, reduciendo la cantidad de tiempo dedicado a la búsqueda a través de una variedad de recursos.